# Ermita de Sant Jordi
Sant Jordi és una ermita al cim del mateix nom al terme municipals de Camarasa (la Noguera) de planta rectangular coberta per una teulada de teula àrab a doble vessant amb el carener perpendicular a la façana principal. Aquesta és rematada per un petit campanar d'espadanya coronat per una creu de ferro. La nau es coberta amb volta de canó.
Pel que fa a les obertures, s'accedeix a l'ermita per una porta desplaçada cap a l'esquerra respecte de l'eix de simetria. La porta és d'arc escarser amb un arc doblat de descàrrega i al damunt presenta una obertura allargada en forma d'espitllera. Més a munt trobem una finestra quadrada amb un arc pla.
Sembla que l'ermita fou modificada amb l'alçat d'un segon pis i l'ampliació lateral al costat de la nau primitiva, l'edifici resultant s'ha perdut parcialment tal com es pot veure al costat dret. Aquest costat de l'ermita només presenta el volum de la planta baixa, refet modernament. S'accedeix a aquest espai per una porta amb llinda, flanquejada per dues finestres. A la part superior d'aquest costat hi ha dues finestres de grans dimensions